# Haplochromis oregosoma
Haplochromis oregosoma és una espècie de peix de la família dels cíclids i de l'ordre dels perciformes present al llac George (Uganda).
Els mascles poden assolir els 7,3 cm de longitud total.